# Calophya nigridorsalis
Calophya nigridorsalis är en insektsart som beskrevs av Shinji Kuwayama 1908. Calophya nigridorsalis ingår i släktet Calophya och familjen Calophyidae. Inga underarter finns listade i Catalogue of Life.